# Salsa grand veneur

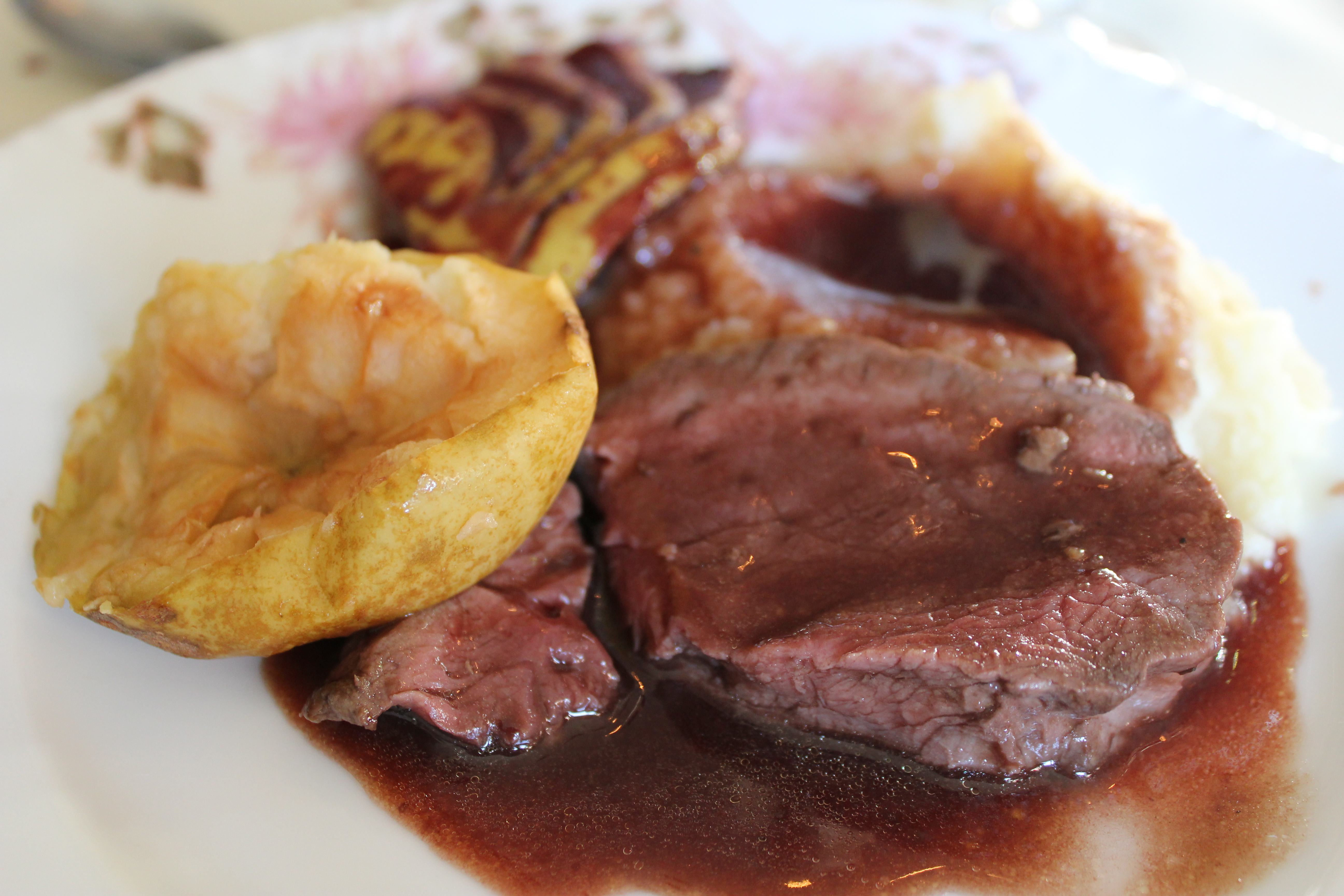
Salsa grand veneur amb un tros de carn de cervo.

La salsa grand veneur (del francès grand veneur, 'cap de la caça, d'un sobirà') és una salsa a base d'una reducció de vi negre. Aquesta salsa densa i cremosa, és ideal per a acompanyar carn, ocells, cervo i caça.

## Ingredients
Els seus ingredients són vi negre, cebes, escalunyes, farigola, llorer, farina, vinagre de vi, brou o brou de vedella, gelea de groselles, mantega, oli d'oliva, sal i pebre. Pot ser acompanyada amb cuixot cru, també amb pastanagues i xocolata negra.

## Acompanyament
Aquesta salsa permet d'acompanyar carns vermelles i blanques, caça, ocells i llebres, carn de caça (cervos o senglars.).

## Maridatge amb el vi
Tenint compte dels tipus de carns que acompanya, aquesta salsa requereix l'ús de vins negres de caràcter com ara un Caors, un borgonya (Pommard o Clos-Vougeot), o un Pomerol.